# トウバナ
トウバナ Clinopodium gracile (Benth.) O. Kuntze はシソ科の雑草。立ち上がる花序に輪生状に多数の段に花をつける。

## 特徴
多年生の草本。茎は細くて基部で分枝して束になり、下の方は横に這って広がり、先端では立ち上がって高さ10-30cmになる。這う茎は節から根を下ろす。葉は対生、5-15mmの葉柄がある。葉身は卵形で長さ1-3cm、幅は8-20mm、先端は尖らず、基部は丸く、ほとんど毛がない。縁は左右とも5-6個の鈍い鋸歯がある。
花期は5-8月。花序は茎の先端、及び葉腋から出て立ち上がり、上の方のものは長さ1-5cmになる。輪散集散花序、つまり花序の茎に段差を作り、各段に複数の花を輪生する。この輪生も仮輪であり、つまり複数の花を出す点が対生することで見かけ上は輪生に見えるものである。萼は長さ3-4mm、脈の上に短毛を生じる。花冠は長さ5-6mm、唇形で淡紅色。
和名は塔花の意で、花穂の形に基づく。

## 分布
本州、四国、九州から琉球に分布。国外では朝鮮と中国から知られる。

## 生育環境
山野から人里に生える。田の畦ややや湿った道ばたなどによく見られる。

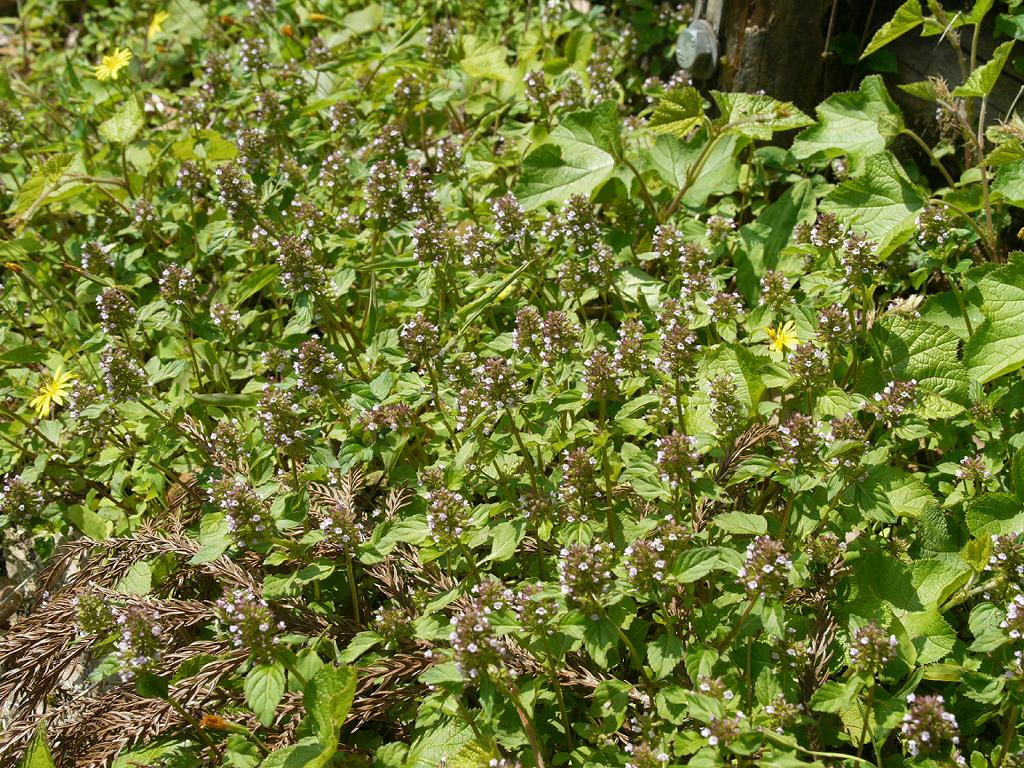
密集した群落
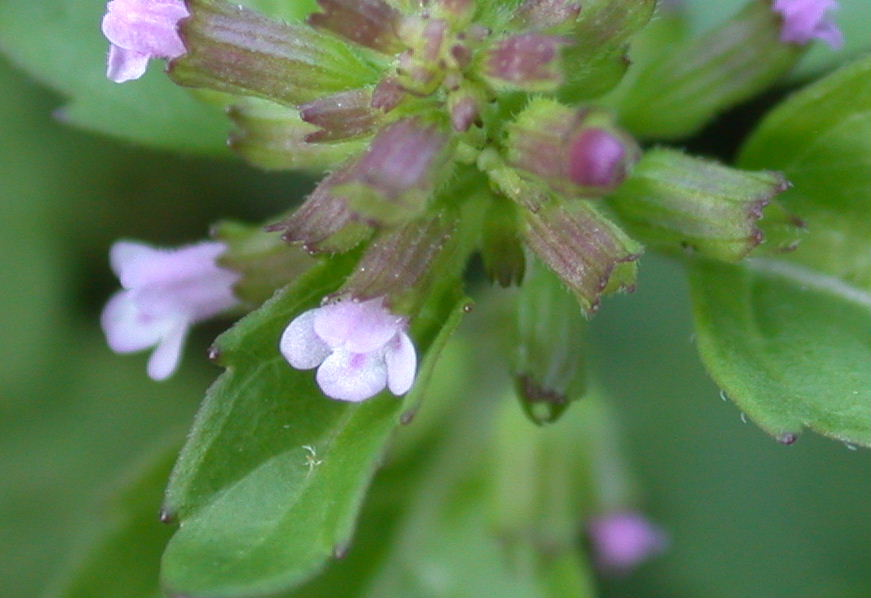
花序の拡大

## 類似種など
本種を含むトウバナ属には日本に6種ほどがある。その中でクルマバナ、ミヤマクルマバナは花序の中の輪生する花の下から出る苞が葉のように発達して目立つ。イヌトウバナ、ヤマトウバナ、ミヤマトウバナは本種によりよく似ているが花が白く、より大きい。また、これらの多くはより自然な環境、山間部や谷間などに出現し、雑草として出現するものではない。

## 利害
庭にもよく生える雑草である。